# Olympiska vinterspelen 1960
Olympiska vinterspelen 1960, de åttonde (VIII) olympiska vinterspelen, arrangerades i Squaw Valley (nuvarande Palisades Tahoe) i Kalifornien i USA på 2 000 m höjd över havet trots specialförbundens protester. Det visade sig att längdlöparna på skidor tidvis tävlade på mer än 2 000 meters höjd. Luftförtunningen upplevdes mera kännbar än i Alperna på samma höjd, och eftersom influensan asiaten härjade som värst, inträffade många överraskningar. Arrangemangen var enligt närvarande journalister av mycket god klass, men avstånden mellan tävlingsplatserna var i längsta laget. Spelen sågs på plats av ca 250 000 åskådare.
Längdlöparna på skidor var de som hade svårast att klara av luftens inverkan och det var svårt att hålla en jämn formkurva. 
Skridskotävlingarna gynnades av utomordentligt fin is i början av dagen men på grund av den starka solvärmen försämrades glidet mitt på dagen och resultaten blev i vissa fall rätt överraskande. Den främsta prestationen var norrmannen Knut ”Kuppern” Johannesens världsrekord i 10 000-metersloppet som innebar en sänkning av rekordet med 44,0 sekunder.
Det svenska ishockeylaget, som drabbades av flera spelarskador, gjorde en oväntat svag insats och slutade på femte plats.

## Sporter
| - Alpin skidåkning - Backhoppning - Hastighetsåkning på skridskor - Ishockey |  | - Konståkning - Längdskidåkning - Nordisk kombination - Skidskytte |

## Deltagande nationer
30 nationer deltog i spelen. För Sydafrika var det de första vinterspelen. Idrottare från Väst- och Östtyskland deltog tillsammans som Tysklands förenade lag.
| - Argentina - Australien - Bulgarien - Chile - Danmark - Finland - Frankrike - Island - Italien - Japan | - Kanada - Libanon - Liechtenstein - Nederländerna - Norge - Nya Zeeland - Polen - Schweiz - Spanien - Sovjetunionen | - Storbritannien - Sverige - Sydafrika - Sydkorea - Tjeckoslovakien - Turkiet - Tyskland - Ungern - USA - Österrike |

## Medaljfördelning
Värdnation (USA)
| Pl. | Nation        | Guld | Silver | Brons | Totalt |
| --- | ------------- | ---- | ------ | ----- | ------ |
| 1   | Sovjetunionen | 7    | 5      | 9     | 21     |
| 2   | Tyskland      | 4    | 3      | 1     | 8      |
| 3   | USA           | 3    | 4      | 3     | 10     |
| 4   | Norge         | 3    | 3      | 0     | 6      |
| 5   | Sverige       | 3    | 2      | 2     | 7      |
| 6   | Finland       | 2    | 3      | 3     | 8      |
| 7   | Kanada        | 2    | 1      | 1     | 4      |
| 8   | Schweiz       | 2    | 0      | 0     | 2      |
| 9   | Österrike     | 1    | 2      | 3     | 6      |
| 10  | Frankrike     | 1    | 0      | 2     | 3      |